# Hypodoxa lichenosa
Hypodoxa lichenosa là một loài bướm đêm trong họ Geometridae.